# Norwegische Billie-Jean-King-Cup-Mannschaft
|                                                |
| Teilnahmen der Norwegischen Fed-Cup-Mannschaft |

Die norwegische Billie-Jean-King-Cup-Mannschaft ist die Tennisnationalmannschaft von Norwegen, die im Billie Jean King Cup eingesetzt wird. Der Billie Jean King Cup (bis 1995 Federation Cup, 1996 bis 2020 Fed Cup) ist der wichtigste Wettbewerb für Nationalmannschaften im Damentennis, analog dem Davis Cup bei den Herren.

## Geschichte
1963 nahm Norwegen erstmals am Billie Jean King Cup teil. Das bisher beste Ergebnis war das Erreichen des Achtelfinales in den Jahren 1972 und 1974.

## Teamchefs (unvollständig)
- Jørgen Vestli

## Spielerinnen der Mannschaft (unvollständig)
| Spielerinnen             | Nominierung | Nominierung | Anzahl Jahre |
| Spielerinnen             | erste       | letzte      | Anzahl Jahre |
| ------------------------ | ----------- | ----------- | ------------ |
| Astrid Wanja Brune Olsen | 2017        | 2017        | 01           |
| Ulrikke Eikeri           | 2008        | 2017        | 07           |
| Emma Flood               | 2007        | 2015        | 07           |
| Malene Helgo             | 2016        | 2017        | 02           |
| Hedda Odegaard           | 2010        | 2013        | 03           |
| Andrea Raaholt           | 2013        | 2016        | 02           |
| Caroline Rohde-Moe       | 2009        | 2017        | 05           |
| Ida Seljevoll Skancke    | 2014        | 2014        | 01           |
| Melanie Stokke           | 2013        | 2016        | 04           |